# IC 497
IC 497 је спирална галаксија у сазвјежђу Рак која се налази на листи објеката дубоког неба у Индекс каталогу.
Деклинација објекта је + 24° 55' 20" а ректасцензија 8h 10m 6,1s. Привидна величина (магнитуда) објекта IC 497 износи 14,4 а фотографска магнитуда 15,2. IC 497 је још познат и под ознакама MCG 4-20-1, CGCG 118-67, CGCG 119-2, IRAS 08070+2503, PGC 22918.